# Draft 1994 de la NBA
1993 1995
La draft 1994 de la NBA est la 48e draft annuelle de la National Basketball Association (NBA), se déroulant en amont de la saison 1994-1995. Elle s'est tenue le 29 juin 1994 au Hoosier Dome d'Indianapolis dans l'Indiana. Un total de 54 joueurs ont été sélectionnés en 2 tours.
Lors de cette draft, 27 équipes de la NBA choisissent à tour de rôle des joueurs évoluant au basket-ball universitaire américain, ainsi que des joueurs internationaux. Si un joueur quittait l’université plus tôt, il devenait éligible à la sélection.
La loterie pour désigner la franchise qui choisit en première un joueur, consiste en une loterie pondérée : parmi les onze équipes non qualifiées en playoffs, la plus mauvaise reçoit onze chances sur 66 d'obtenir le premier choix, quand la onzième n'obtient qu’une chance sur 66.  Néanmoins, à partir de cette saison la NBA a modifié les règles puisqu'en 1994, les chances de remporter le premier choix passent de 16,7 à 25% pour la plus mauvaise équipe, et régressent de 1,6 à 0,5% pour la « moins mauvaise ». Le tirage de la loterie ne sort plus le nom d’une équipe mais une combinaison à quatre chiffres, chaque équipe se voyant confier aléatoirement de 250 à 5 combinaisons.
Les Bucks de Milwaukee sélectionnent alors Glenn Robinson avec le premier choix de cette draft. Jason Kidd et Grant Hill, respectivement sélectionnés en seconde et troisième position, sont élus co-NBA Rookie of the Year à l'issue de la saison, une deuxième dans l'histoire,. Ils sont également les deux seuls joueurs à être intronisés au Basketball Hall of Fame.

## Draft
| ^ | Signale un joueur qui a été intronisé au Basketball Hall of Fame                                                                |
| * | Signale un joueur qui a été sélectionné pour au moins un match annuel NBA All-Star Game et une récompense annuelle All-NBA Team |
| + | Signale un joueur qui a été sélectionné pour au moins un match annuel NBA All-Star Game                                         |
| R | Signale le joueur qui a remporté le titre de NBA Rookie of the Year                                                             |

### Premier tour
| Choix | Nom              | Position          | Nationalité | Équipe                                                                       | Provenance             |
| ----- | ---------------- | ----------------- | ----------- | ---------------------------------------------------------------------------- | ---------------------- |
| 1     | Glenn Robinson+  | Ailier            | États-Unis  | Bucks de Milwaukee                                                           | Purdue                 |
| 2     | Jason Kidd^ R    | Meneur            | États-Unis  | Mavericks de Dallas                                                          | California             |
| 3     | Grant Hill^ R    | Ailier            | États-Unis  | Pistons de Détroit                                                           | Duke                   |
| 4     | Donyell Marshall | Ailier            | États-Unis  | Timberwolves du Minnesota                                                    | Connecticut            |
| 5     | Juwan Howard*    | Ailier fort       | États-Unis  | Bullets de Washington                                                        | Michigan               |
| 6     | Sharone Wright   | Ailier fort Pivot | États-Unis  | 76ers de Philadelphie                                                        | Clemson                |
| 7     | Lamond Murray    | Ailier            | États-Unis  | Clippers de Los Angeles                                                      | California             |
| 8     | Brian Grant      | Ailier fort       | États-Unis  | Kings de Sacramento                                                          | Xavier                 |
| 9     | Eric Montross    | Pivot             | États-Unis  | Celtics de Boston                                                            | North Carolina         |
| 10    | Eddie Jones*     | Arrière           | États-Unis  | Lakers de Los Angeles                                                        | Temple                 |
| 11    | Carlos Rogers    | Ailier            | États-Unis  | SuperSonics de Seattle (des Hornets de Charlotte)                            | Tennessee State        |
| 12    | Khalid Reeves    | Meneur            | États-Unis  | Heat de Miami                                                                | Arizona                |
| 13    | Jalen Rose       | Arrière Ailier    | États-Unis  | Nuggets de Denver                                                            | Wolverines du Michigan |
| 14    | Yinka Dare       | Pivot             | Nigeria     | Nets du New Jersey                                                           | George Washington      |
| 15    | Eric Piatkowski  | Arrière           | États-Unis  | Pacers de l'Indiana                                                          | Nebraska               |
| 16    | Clifford Rozier  | Ailier fort       | États-Unis  | Warriors de Golden State (des Cavaliers de Cleveland)                        | Louisville             |
| 17    | Aaron McKie      | Arrière           | États-Unis  | Trail Blazers de Portland                                                    | Temple                 |
| 18    | Eric Mobley      | Ailier fort       | États-Unis  | Bucks de Milwaukee (du Magic d'Orlando)                                      | Pittsburgh             |
| 19    | Tony Dumas       | Arrière           | États-Unis  | Mavericks de Dallas (des Warriors de Golden State)                           | Missouri-Kansas City   |
| 20    | B.J. Tyler       | Meneur            | États-Unis  | 76ers de Philadelphie (du Jazz de l'Utah)                                    | Texas                  |
| 21    | Dickey Simpkins  | Ailier fort       | États-Unis  | Bulls de Chicago                                                             | Providence             |
| 22    | Bill Curley      | Ailier fort       | États-Unis  | Spurs de San Antonio                                                         | Boston College         |
| 23    | Wesley Person    | Arrière           | États-Unis  | Suns de Phoenix                                                              | Auburn                 |
| 24    | Monty Williams   | Ailier            | États-Unis  | Knicks de New York                                                           | Notre Dame             |
| 25    | Greg Minor       | Arrière           | États-Unis  | Clippers de Los Angeles (des Hawks d'Atlanta)                                | Louisville             |
| 26    | Charlie Ward     | Meneur            | États-Unis  | Knicks de New York (des Rockets de Houston via les Hawks d'Atlanta)          | Florida State          |
| 27    | Brooks Thompson  | Meneur            | États-Unis  | Magic d'Orlando (des SuperSonics de Seattle via les Clippers de Los Angeles) | Oklahoma State         |

### Deuxième tour
| Choix | Nom                  | Position          | Nationalité                 | Équipe                                             | Provenance                         |
| ----- | -------------------- | ----------------- | --------------------------- | -------------------------------------------------- | ---------------------------------- |
| 28    | Deon Thomas          | Ailier fort Pivot | États-Unis                  | Mavericks de Dallas                                | Illinois                           |
| 29    | Antonio Lang         | Arrière Ailier    | États-Unis                  | Suns de Phoenix                                    | Duke                               |
| 30    | Howard Eisley        | Meneur            | États-Unis                  | Timberwolves du Minnesota                          | Boston College                     |
| 31    | Rodney Dent          | Ailier fort Pivot | États-Unis                  | Magic d'Orlando                                    | Kentucky                           |
| 32    | Jim McIlvaine        | Pivot             | États-Unis                  | Bullets de Washington                              | Marquette                          |
| 33    | Derrick Alston       | Ailier            | États-Unis                  | 76ers de Philadelphie                              | Duquesne                           |
| 34    | Gaylon Nickerson     | Arrière           | États-Unis                  | Hawks d'Atlanta (des Clippers de Los Angeles)      | NW Oklahoma State                  |
| 35    | Michael Smith        | Ailier            | États-Unis                  | Kings de Sacramento                                | Providence                         |
| 36    | Andrei Fetisov       | Ailier            | Russie                      | Celtics de Boston                                  | Forum Valladolid (Espagne)         |
| 37    | Dontonio Wingfield   | Ailier            | États-Unis                  | SuperSonics de Seattle (des Lakers de Los Angeles) | Cincinnati                         |
| 38    | Darrin Hancock       | Arrière Ailier    | États-Unis                  | Hornets de Charlotte                               | Kansas                             |
| 39    | Anthony Miller       | Ailier            | États-Unis                  | Warriors de Golden State (des Nuggets de Denver)   | Michigan State                     |
| 40    | Jeff Webster         | Ailier            | États-Unis                  | Heat de Miami                                      | Oklahoma                           |
| 41    | William Njoku        | Ailier fort       | Ghana/ Canada               | Pacers de l'Indiana                                | St. Mary's (Canada)                |
| 42    | Gary Collier         | Ailier            | États-Unis                  | Cavaliers de Cleveland                             | Tulsa                              |
| 43    | Shawnelle Scott      | Pivot             | États-Unis                  | Trail Blazers de Portland                          | St. John's                         |
| 44    | Damon Bailey         | Arrière           | États-Unis                  | Pacers de l'Indiana                                | Indiana                            |
| 45    | Dwayne Morton        | Ailier            | États-Unis                  | Warriors de Golden State                           | Louisville                         |
| 46    | Voshon Lenard        | Arrière           | États-Unis                  | Bucks de Milwaukee (du Magic d'Orlando)            | Minnesota                          |
| 47    | Jamie Watson         | Ailier            | États-Unis                  | Jazz de l'Utah                                     | South Carolina                     |
| 48    | Jevon Crudup         | Ailier fort Pivot | États-Unis                  | Pistons de Détroit                                 | Missouri                           |
| 49    | Kris Bruton          | Ailier            | États-Unis                  | Bulls de Chicago                                   | Benedict                           |
| 50    | Charles Claxton      | Pivot             | Îles Vierges des États-Unis | Suns de Phoenix                                    | Georgia                            |
| 51    | Lawrence Funderburke | Ailier fort       | États-Unis                  | Kings de Sacramento (des Hawks d'Atlanta)          | Ohio State                         |
| 52    | Anthony Goldwire     | Meneur            | États-Unis                  | Suns de Phoenix (des Knicks de New York)           | Houston                            |
| 53    | Albert Burditt       | Ailier fort       | États-Unis                  | Rockets de Houston                                 | Texas                              |
| 54    | Željko Rebrača       | Pivot             | Yougoslavie                 | SuperSonics de Seattle                             | KK Partizan Belgrade (Yougoslavie) |